# 勒佩什罗
勒佩什罗（法語：Le Pêchereau，法語發音：[lə pɛʃʁo]）是法国安德尔省的一个市镇，位于该省南部，属于沙托鲁区。

## 地理
勒佩什罗（46°34'41"N, 1°32'51"E）面积20.94 平方千米，位于法国中央-卢瓦尔河谷大区安德尔省，该省份为法国中部省份，北起卢瓦-谢尔省，西北接安德尔-卢瓦尔省，西南接维埃纳省，南至克勒兹省和上维埃纳省，东临谢尔省。
与勒佩什罗接壤的市镇（或旧市镇、城区）包括：克勒兹河畔阿让通、索尔蒙、沙万、勒默努、莫奈、圣马塞尔、唐迪。

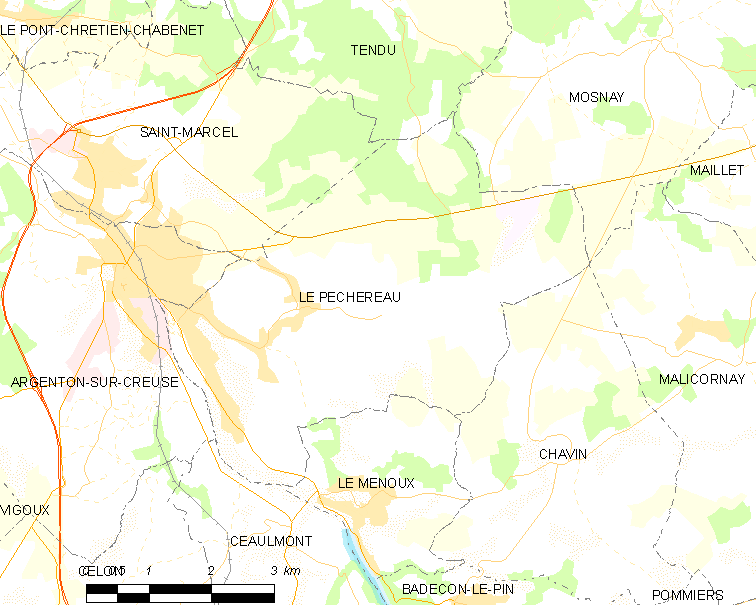
勒佩什罗的OSM定位图

勒佩什罗的时区为UTC+01:00、UTC+02:00（夏令时）。

## 行政
勒佩什罗的邮政编码为36200，INSEE市镇编码为36154。

## 政治
勒佩什罗所属的省级选区为克勒兹河畔阿让通县。

## 人口

1962-2008年间勒佩什罗人口变化图示

勒佩什罗于2022年1月1日时的人口数量为1781人。